# Stadion Brügglifeld
Stadion Brügglifeld – stadion piłkarski w Aarau, w Szwajcarii. Obiekt może pomieścić 9249 widzów (z czego 1499 to miejsca siedzące). Został otwarty 12 października 1924. 22 września 1929 roku w pożarze spłonęła drewniana trybuna obiektu, lecz po dwóch miesiącach została odbudowana. Stojąca obecnie zadaszona trybuna główna oddana została do użytku w 1982 roku. Na stadionie swoje mecze rozgrywa drużyna FC Aarau. Obiekt był także jedną z aren piłkarskich Mistrzostw Europy U-19 2004.